# 新井優
新井 優（あらい まさる、1952年 - ）は日本のアマチュア天文家。埼玉県大里郡寄居町の自宅にある観測所（IAU Code: 875）にて、1988年2月から1991年4月まで、森弘と共同で小惑星捜索を行った。新井は写真撮影・現像を、森はネガチェック・測定・報告を担当した。2人で110個の小惑星を発見し、2010年までにうち45個が番号登録されている。
また1991年1月5日に (C/1991 A2) 新井彗星を発見した。
天文家仲間の日置努と早川修司が発見した小惑星 (21082) 新井優は彼に因んで命名された。